# Livrustkammaren

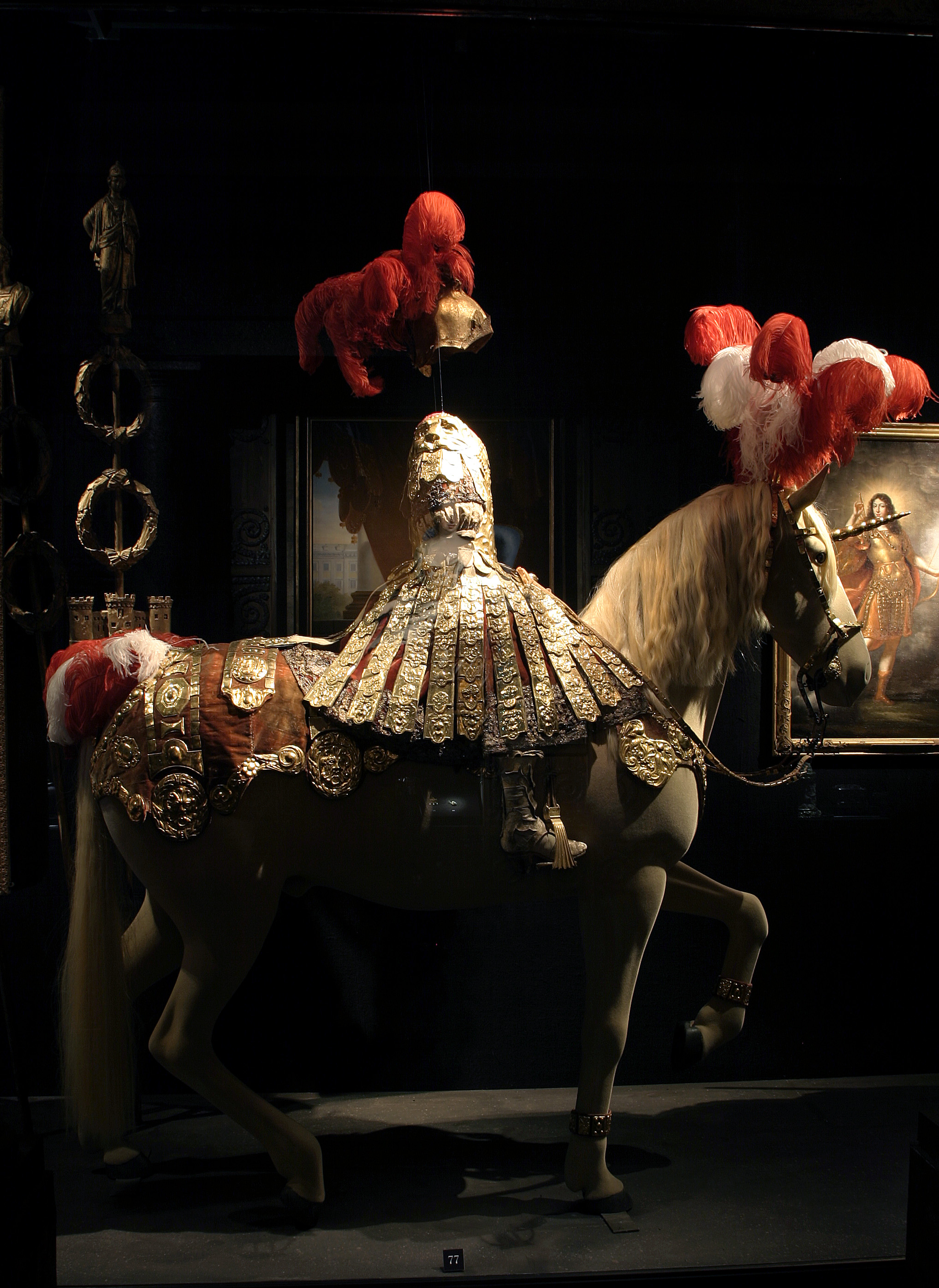
Uit de tentoonstelling Cristina di Svezia

Livrustkammaren, de Wapenkamer, is het oudste museum van heel Zweden en ligt in het centrum van Stockholm.
Het museum is gelegen in de kelder van het Stockholms slot. In het museum zijn allerlei voorwerpen te zien over de militaire geschiedenis van Zweden en over de koninklijke familie. In 1628 werd het museum gesticht door Gustaaf II Adolf van Zweden, die opdracht gaf om zijn kleding uit de tweede Pools-Zweedse oorlog te bewaren. De collectie laat zo ze koninklijke geschiedenis zien van Gustav Vasa tot op de dag van vandaag. 
Naast de Zweedse kroonjuwelen zijn curieuze objecten te zien, zoals het opgezette paard van Gustaaf II Adolf en het galakostuum dat Gustaaf III droeg toen hij werd neergeschoten. 